# Nagroda Fermata

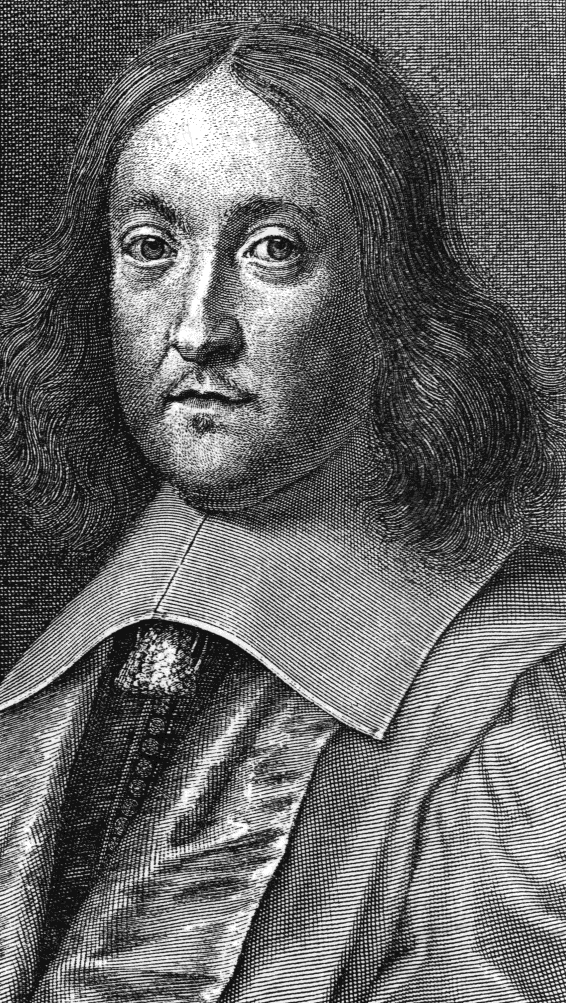
Pierre de Fermat

Nagroda Fermata (fr. Prix Fermat) – nagroda za prace naukowe z dziedziny matematyki, przyznawana w tych obszarach, w których decydujący był wpływ Pierre de Fermata, a mianowicie:
- Stwierdzenia zasad wariacyjnych lub ogólnie równania różniczkowe cząstkowe,
- Podstawy prawdopodobieństwa i geometrii analitycznej,
- Teoria liczb.

Nagroda przyznawana jest co dwa lata osobie w wieku poniżej 45 lat. Przy przyznawaniu jej brana jest pod uwagę przystępność przedstawionych prac, a mianowicie brane są pod uwagę prace napisane w sposób dostępny dla jak największej liczby profesjonalnych matematyków. Nadaje ją od 1989 r. Instytut Matematyki w Tuluzie. Laureat otrzymuje 20 000 EUR, które funduje region Oksytanii.
Zwycięzca zobowiązany jest opublikować w Rocznikach Wydziału Nauk w Tuluzie artykuł, w którym opisze wyniki swoich badań w sposób zrozumiały dla innych matematyków, którzy niekoniecznie muszą być ekspertami w danej dziedzinie.

## Laureaci
| rok  | laureat/laureaci                       |
| ---- | -------------------------------------- |
| 1989 | Abbas Bahri, Kenneth Alan Ribet        |
| 1991 | Jean-Louis Colliot-Thélène             |
| 1993 | Jean-Michel Coron                      |
| 1995 | Andrew Wiles                           |
| 1997 | Michel Talagrand                       |
| 1999 | Fabrice Bethuel, Frédéric Hélein       |
| 2001 | Richard Taylor, Wendelin Werner        |
| 2003 | Luigi Ambrosio                         |
| 2005 | Pierre Colmez, Jean-François Le Gall   |
| 2007 | Chandrashekhar Khare                   |
| 2009 | Elon Lindenstrauss, Cédric Villani     |
| 2011 | Manjul Bhargava, Igor Rodnianski       |
| 2013 | Camillo De Lellis, Martin Hairer       |
| 2015 | Laure Saint-Raymond, Peter Scholze     |
| 2017 | Simon Brendle, Nader Masmoudi          |
| 2019 | Alexei Borodin, Maryna Wiazowska       |
| 2021 | Fernando Codá Marques, Vincent Pilloni |
| 2023 | Jason P. Miller, Aaron Naber           |

## Prix Fermat Junior
Jest to nagroda towarzysząca, przyznawana również co dwa lata przez Uniwersytet Tuluza III - Paul Sabatier w Tuluzie uczniom francuskich szkół średnich.